# 浦和商業短期大学
浦和商業短期大学（うらわしょうぎょうたんきだいがく）は、埼玉県浦和市領家1500に本部を置いていた日本の私立大学である。1954年に設置され、1955年に廃止された。

## 概要
- 埼玉県浦和市[注 1]に所在した日本の私立短期大学で、設置主体は学校法人都北学院[注 2]。
- 1954年に開学。しかし入学した学生の人数が少なかったという事情から開学してから1年半足らずで廃止になっている。すると卒業式を迎えぬまま大学を廃止したと考えられるが、在学していた学生達の処遇に関しては不明。

### 教育および研究
- 商科のみが設置され、高等学校教諭臨時免許状（商業）も設置されていた[注釈 2]。

## 沿革
- 1954年
  - 1月25日 左記を以て文部省[注 3]より短期大学の設置が認可される[4][5]。
  - 4月1日 都北学院商業短期大学（とほくがくいんしょうぎょうたんきだいがく）として以下の学科体制にて開学[6]。
    - 商業科 入学定員80名

  - 5月1日 学生数[7]/定員
    - 商業科 11[注 4]/80

  - 7月10日 浦和商業短期大学に名称変更する[注 5]。
- 1955年
  - 8月18日 左記をもって正式に廃止となる[注 6]。

## 基礎データ

### 所在地
- 埼玉県浦和市領家1500[注釈 1]

## 教育および研究

### 学科
- 商科80名
- ほか専科 入学定員50名[注釈 2]

## 対外関係

### 系列校
- 都北学院高等学校[要出典]